# Jiuhua Shan
Jiuhua Shan (kinesiska: 九华山) är ett berg i Kina. Det ligger i provinsen Anhui, i den östra delen av landet, omkring 170 kilometer söder om provinshuvudstaden Hefei. Toppen på Jiuhua Shan ligger 1 342 meter över havet.
Jiuhua Shan är ett av buddhismens fyra heliga berg i Kina och den högsta punkten i trakten. Dess skyddspatron är bodhisattva Ksitigarbha som med hjälp av sin magiska stav kan befria själar från underjorden. Varje höst vallfärdar tusentals pilgrimer till Jiuhua Shan för att rädda sina avdöda släktingars själ. Flera hundra tempel har byggts på berget.
I omgivningarna runt Jiuhua Shan växer i huvudsak blandskog.